# Gerard Gratama

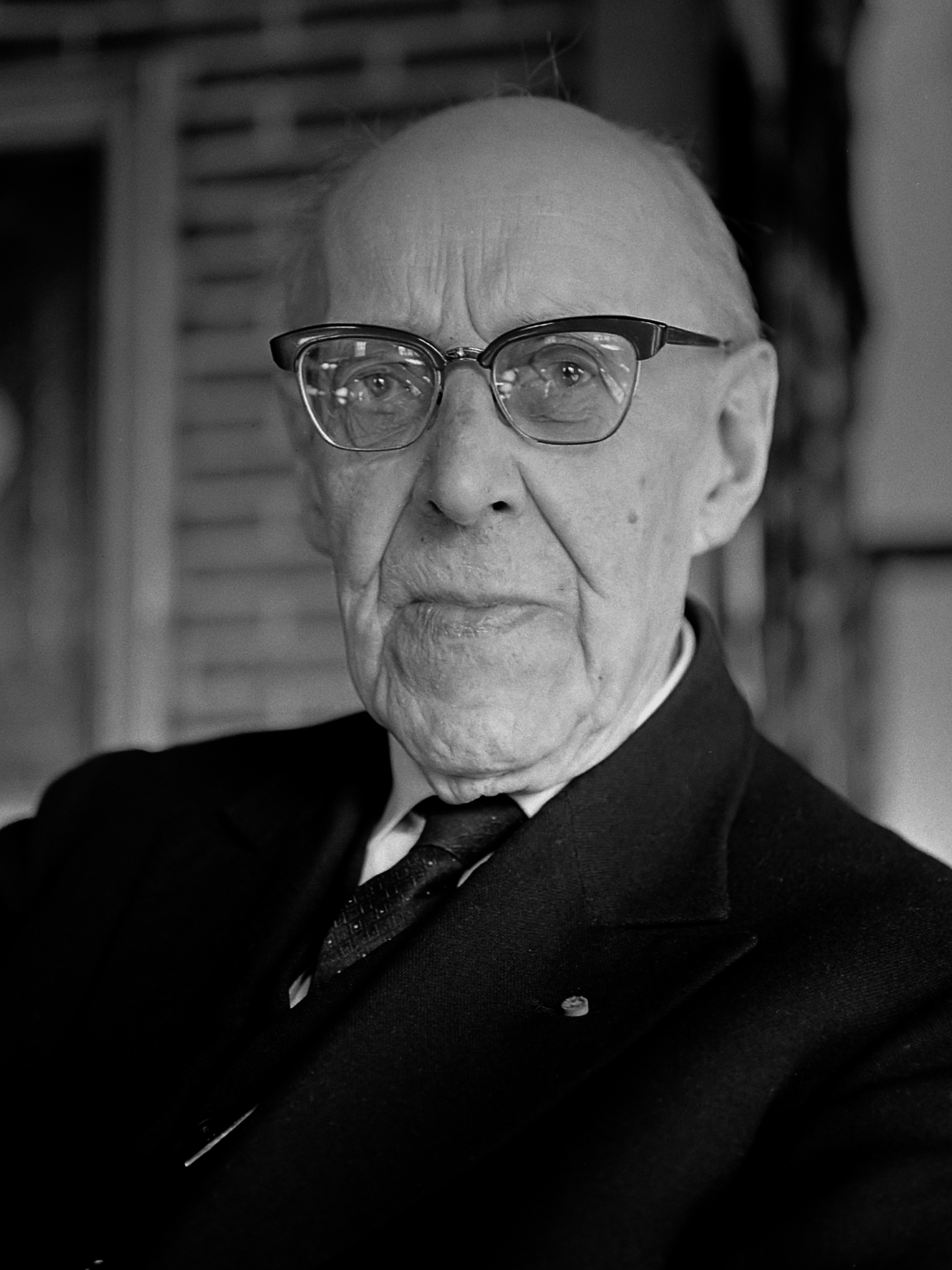
Gerrit David Gratama (1964)

Gerrit David Gratama (Groningen, 22 maart 1874 – Haarlem, 20 augustus 1965) was een Nederlands schilder van portretten, figuren en stillevens, en kunstcriticus.
Van 1912 tot 1941 was Gerard Gratama directeur van het Frans Hals Museum in Haarlem. Hij was onder meer lid van Pulchri in Den Haag en Arti in Amsterdam. Hij was bevriend met Carel de Nerée tot Babberich, wiens portret hij schilderde.